# Entschlafenenwesen der Neuapostolischen Kirche
Das Entschlafenenwesen der Neuapostolischen Kirche ist ein wichtiger Teil der Lehre der Neuapostolischen Kirche. In anderen christlichen Konfessionen, auch in anderen apostolischen Gemeinschaften, ist diese Lehre nur teilweise oder überhaupt nicht vorhanden. Sie zählt also zu den konfessionsgebundenen Lehren der Neuapostolischen Kirche. Das Entschlafenenwesen wird biblisch begründet und lehrt die Möglichkeit, dass auch bereits Verstorbene noch Heil oder Sündenvergebung finden können. Die Teilnahme an den verschiedenen Gnadenmitteln Gottes – dazu zählen unter anderem die Sakramente – soll daher auch Entschlafenen, also den Seelen Verstorbener, in bestimmter Weise ermöglicht werden.
Die in dieser Form seit dem 19. Jahrhundert publizierte Lehre versteht sich nicht als eine neuzeitliche Sondererkenntnis. Sie stützt sich auf mehrere Bibelstellen, besonders auf 1 Kor 15,29 , welche von einer „Totentaufe“ spricht.

## Lehre

### Tod und Jenseits
Die neuapostolische Lehre teilt die allgemeine christliche Auffassung, dass der Mensch eine Seele habe, die nach seinem leiblichen Tod weiterlebt. Die Seele ändert dabei ihre Individualität nicht, was heißt, dass wichtige Wesenszüge des Menschen erhalten bleiben. Der Aufenthaltsort der Seele liegt in einer immateriellen Welt, dem Totenreich (gr. „hades“).
Aus Aussagen der Bibel schließt die Neuapostolische Kirche, dass es in diesem Jenseits verschiedene Bereiche gibt. Grundsätzlich unterscheidet man zwischen Orten der Geborgenheit und Orten der Qual, diese wiederum unterscheiden sich in ihrer Nähe zu Gott. Eine Aussage über die Anzahl und genaue Struktur dieser Bereiche trifft die Kirche nicht.
In welchem Bereich sich die Seele eines Verstorbenen befindet, hängt davon ab, wie stark er sich zu Lebzeiten am Willen Gottes und seinen Geboten orientiert hat.
Die Kirche lehrt, dass Jesus Christus durch sein Opfer am Kreuz den Tod besiegt hat (1 Kor 15,55 : „Tod, wo ist dein Sieg? Tod, wo ist dein Stachel?“). Somit sind Menschen, die in Christus sterben, definitiv erlöst. Sie befinden sich somit in einem vollkommenen Seelenzustand und dieser kann sich im Jenseits nicht verschlechtern.
Ein „in Christus Gestorbener“ weist folgende Merkmale auf:
- Er hat die Sakramente Taufe und Versiegelung empfangen und versteht sich somit als „[wieder-]geboren aus Wasser und Geist“ (nach Joh 3,5 LUT). Ebenso hat er regelmäßig das Sakrament des Abendmahls entgegengenommen.
- Er bemühte sich ernsthaft, sein Leben an den Geboten Gottes zu orientieren, und steht damit gerecht vor Gott.
- Die Wiederkunft Christi stellte ein zentrales Element seines irdischen Lebens dar.

Das Sakrament der Heiligen Versiegelung wird nur in apostolischen Gemeinschaften gespendet, denn dafür ist das Apostelamt notwendig. Also erfüllen die Bedingung der „Wiedergeburt aus Wasser und Geist“ nur neuapostolische Christen (bzw. Christen anderer apostolischer Gemeinschaften), Gläubige des Urchristentums und Märtyrer, welche nach neuapostolischem Verständnis besondere Gnade erfahren. Dies bedeutet jedoch nicht, dass nur diese Heil erfahren können, denn auch andersgläubige Verstorbene sollen durch „Sakramente für Verstorbene“ das Heil erlangen.
Zudem lehrt die Kirche, dass niemand wissen kann, wen die Gnade Gottes letztendlich einschließt. Deshalb soll man für alle noch unerlösten Seelen bitten, damit sie Gnade erfahren können und die genannten Bedingungen erfüllen können.
Auch sagt das Glaubensverständnis, dass man nicht schon deshalb zu den „in Christus Gestorbenen“ gehört, nur weil man neuapostolisch ist. Denn ebenso wichtig sind die Herzenseinstellung und der persönliche Lebenswandel.
Nicht zu den „in Christus Gestorbenen“ gehören unter anderem die, die:
- entweder nicht die drei Sakramente erfahren haben
- oder nicht an Jesus Christus glauben oder nie von ihm gehört haben oder zwar gläubig waren, jedoch nie nach dem Willen Gottes und Jesu Christi handelten
- oder deren letzte Sünden nicht vergeben wurden oder noch Laster tragen (z. B. ein Opfer, das seinem Mörder nicht vergeben kann)
- oder noch keine Gnade erlangt haben.

### Hilfe für die Verstorbenen
Nach Glaubensauffassung der Neuapostolischen Kirche kann der Zustand von noch unerlösten Seelen zum „Guten“ verbessert werden. Die Hilfe dafür findet sich nach ihrer Ansicht allein in der Gnade Christi aus seinem Opfer und dem damit verbundenen Verdienst.
Das Gnadenangebot im Jenseits muss nach Auffassung der Neuapostolischen Kirche, wie auch im Diesseits, von Seelen aus freiem Entschluss angenommen werden.
In mehreren Bibelstellen wird gesagt, dass Lebende für die Toten beteten. Schon vor der Zeit Jesu gab es einzelne, die daran glaubten (2 Makk 12,44f ).
Die neuapostolischen Christen sind daher aufgefordert, für die noch unerlösten Seelen im Jenseits einzutreten. Sie sollen die Gemeinschaft mit ihnen im Gebet suchen und fürbittend für jene Seelen einstehen, nach dem Vorbild Jesu, der Fürsprecher beim Vater ist.
Die Neuapostolische Kirche akzeptiert auch Andachten anderer christlicher Gemeinschaften und anerkennt auch deren Wirkung im Zusammenhang mit der Gnade Gottes und (wenn auch nicht absolut) der Wirkung des neuapostolischen Apostelamtes.

#### Mitwirken bereits erlöster Entschlafener
Für die neuapostolischen Christen ist es eine Glaubensüberzeugung, dass erlöste Seelen in der jenseitigen Welt tätig sind. Sie beteiligen sich an der Fürbitte und legen von ihrem Glauben Zeugnis ab, das heißt, dass unerlösten Seelen zwar geholfen werden kann durch Fürbitte der Lebenden im Gebet, dies jedoch voraussetzt, dass erlöste Seelen im Jenseits Missionsarbeit leisten.
Als ihre Berechtigung für diesen Glauben nennt die Kirche:
- Die biblische Gewissheit, dass alle gläubigen Seelen den „Leib Christi“ bilden (Eph 4,12 LUT). Das setzt für die Kirche voraus, dass überall, sowohl im Diesseits als auch im Jenseits, das Evangelium gepredigt wird.
- Da laut Bibel auch Mose und Elia bei der Verklärung Jesu dabei waren (Lk 9,31 LUT), nimmt die Kirche an, dass diese als Repräsentanten der Gläubigen der jenseitigen Welt anwesend waren.
- Jesus selbst predigte im Jenseits (1 Petr 3,19 LUT)

#### Die Rolle des Apostelamtes
Nach neuapostolischer Lehre ist das Apostelamt das Amt Gottes, beauftragt von Jesus Christus, in dem der Heilige Geist wirkt. Diese Tatsache macht aus Sicht der Kirche das Amt der Apostel heilsnotwendig.
Insofern muss das Apostelamt auch für die Seelen im Jenseits wirken, indem auch ihnen das Wort Gottes gepredigt und Sakramente durch Gnade und Opfertod Jesu übergeben werden.
In der Neuapostolischen Kirche spenden jeden Sonntag der Stammapostel und die Bezirksapostel oder beauftragte Apostel das Heilige Abendmahl den Verstorbenen. An dreimal jährlich stattfindenden Gottesdiensten zum Gedenken an die Entschlafenen („Entschlafenengottesdienste“) spenden diese auch die Wassertaufe und die Heilige Versiegelung an Verstorbene.

## Geschichte
Erstmals eine besondere Bedeutung erhielt das Entschlafenenwesen für die Neuapostolische Kirche im Jahr 1874. Der damals neuapostolisch gewordene Pastor Menkhoff führte mit Apostel Friedrich Wilhelm Schwarz mehrere Änderungen in Lehre und Liturgie ein, darunter auch die Sakramentspendung an Entschlafene, nachdem man lange Bibelsitzungen abgehalten hatte. Anstoß zu diesen Überlegungen gab eine Totgeburt 1872.
Zwar glaubte die Kirche (damals noch Allgemeine christliche apostolische Mission) schon vorher an Wirkung von Gebeten für Entschlafene, jedoch wurde die erste Sakramentspendung erst am Himmelfahrtstag 1874 durchgeführt. Wenige Tage später hatte Apostel Schwarz eine sogenannte „Zungenrede“, deren Inhalt lautete, die Reformatoren Philipp Melanchthon, Johannes Calvin, Ulrich Zwingli, Johann Heinrich Jung-Stilling, Da Costa und Claus Harms mit seiner Frau seien an jenem Tage zuvor versiegelt worden. Am 28. Juli 1916 nahm Stammapostel Niehaus während eines Gottesdienstes auf Rufung des Stamm-Propheten Schärtlein in Bielefeld hin eine „Amtseinsetzung“ für neuapostolische Christen im Jenseits vor. Diese Initiative setzte sich jedoch nicht durch, wohl auch weil die Sakramentsspendung an Verstorbene dadurch obsolet geworden wäre. Dies wird auch von der heutigen Führung der Neuapostolischen Kirche als äußerst kontrovers angesehen und abgelehnt.
Die Sakramentspendung wurde denn auch von den Stammaposteln Krebs und Niehaus weitergeführt. Niehaus feierte einen Entschlafenengottesdienst jeweils am Zweiten Weihnachtstag. Stammapostel Bischoff legte diesen Tag ab 1950 auf den ersten Sonntag im November fest. Später sollten dann drei Entschlafenengottesdienste existieren, jeweils am ersten Sonntag im März, Juli und November. Am Mittwochabend zuvor sollten Erlebnisse und Glaubenserfahrungen zu diesem Thema vorgelesen werden.
Unterschiede innerhalb dieser Lehre gab es bis zum heutigen Tage kaum, lediglich die biblische Rechtfertigung des Entschlafenenwesens hat sich teilweise verändert. Außerdem war es von 1958 bis 2001 „Tradition“, vor der Handlung bei einem Entschlafenengottesdienst (jeweils bis zum Abend des Vortages) mittels eines besonderen Gebets den Bereich der Entschlafenen für die Erde zu öffnen, was die NAK mit der „Schlüsselmacht“ (Mt 16,19 ) stützte. Seit Stammapostel Richard Fehr wird dieses Ritual von der Kirche mit Verweis auf die Bedeutung des einmaligen Opfertodes von Jesus Christus jedoch als unnötig angesehen.

## Gottesdienstliche Praxis
Zu den Höhepunkten im Kirchenjahr der NAK gehören unter anderem die Gottesdienste zum Gedenken an die Enschlafenen. Sie werden dreimal jährlich gefeiert – an jedem ersten Sonntag in den Monaten März, Juli und November. Diesen Zeitpunkten ist keine besondere Bedeutung, etwa als Gedenktage, zugedacht, sie wurden vielmehr willkürlich durch Stammapostel Bischoff festgelegt.
In diesen Gottesdiensten spenden der Stammapostel und die Bezirksapostel die Wassertaufe und die Heilige Versiegelung an Tote. Diese Handlungen werden stellvertretend an zwei priesterlichen Amtsträgern durchgeführt.
In allen anderen Gemeinden finden diese Handlungen hingegen nicht statt. Dort spricht der jeweilige Leiter des Gottesdienstes nach der Feier des Heiligen Abendmahls ein besonderes Gebet für die Entschlafenen. Es enthält Dank für Christi Gnade und die Bitte um göttliche Hilfe für alle unerlösten Seelen. Jeder Beiwohner dieses Gottesdienstes ist aufgefordert, sich auf dieses Ereignis innerlich vorzubereiten und ebenso im Gebet für die Toten einzutreten.

## Vergleich mit anderen Lehren
Aus ökumenischer Sicht wird der Glauben, der die Welt der Toten einschließt, weitestgehend abgelehnt. Ansatzweise lässt er sich jedoch in der römisch-katholischen Vorstellung vom Fegefeuer wiederfinden. Das Fegefeuer – so die Lehrmeinung – ist der Ort, den eine Seele durchlaufen muss, bevor sie in den Himmel kommt. Gebete der lebenden Gläubigen können helfen, die Zeit dort zu verkürzen. Die Neuapostolische Kirche ist aber – abgesehen von Neureligionen wie den Mormonen – die einzige christliche Kirche, die ihre Sakramente auch Toten spendet.
In den Gemeinschaften, die aus der NAK hervorgegangen sind (beispielsweise die Vereinigung Apostolischer Gemeinden), existiert diese Form der Lehre über das Entschlafenenwesen nicht mehr. Dementsprechend werden dort auch keine stellvertretenden Handlungen für Verstorbene durchgeführt.
Das Entschlafenenwesen der Neuapostolischen Kirchen hat Ähnlichkeit mit der Totentaufe der Mormonen. Nach dem Verständnis der Mormonen können jedoch nur Verstorbene getauft werden, die mindestens seit einem Jahr tot sind (ist das Sterbedatum nicht bekannt, so muss der Verstorbene vor mindestens 110 Jahren geboren sein). Auch müssen Name und Vorfahren des Verstorbenen unbedingt bekannt sein. Die Neuapostolische Kirche erhebt hingegen den Anspruch, für alle Verstorbenen eintreten zu können.

## Theologische Kritik
Die Vorstellung einer möglichen Bekehrung zu Jesus Christus nach dem leiblichen Tod im Allgemeinen sowie der Spendung von Sakramenten an Verstorbene im Besonderen trifft bei zahlreichen anderen Bekenntnissen auf Ablehnung und exegetische Kritik. Besonders von evangelischer Seite wird die ekklesiologische Annahme abgelehnt, der Wirkungsbereich der christlichen Kirche erstrecke sich auf das Jenseits. Dabei wird oft auf die theologische Literatur verwiesen, in der sich zum biblischen Kern des Entschlafenenwesens (1 Kor 15,29 ), worin die NAK eine eindeutige Legitimation für eine Vikariatstaufe erkennt, verschiedene anderslautende Interpretationen finden lassen:
- Der Theologe Richard E. DeMaris führt die Möglichkeit einer religiösen Besonderheit im antiken Korinth an, wo man schon vor Ankunft des Christentums Übergangsriten vor dem Tod gepflegt habe; möglicherweise hätten bekehrte Christen dies mittels einer „zweiten Taufe“ für das Weiterleben im Jenseits aufrechterhalten.
- Von gnostischen Gruppierungen wie den Marcioniten, Kerinthianern und Montanisten ist bekannt, dass diese eine nachgelagerte Taufe (z. B. für verstorbene Taufanwärter) durchführten. Dieser Ritus könnte weit verbreitet und gar Apostel Paulus persönlich bekannt gewesen sein.[13]
- Die Bezeichnung „für die Toten“ (altgriechisch νεκροί nekroí) könnte an dieser Stelle eine andere Bedeutung haben, z. B. „Leichname“ beim Theologen John C. O’Neill.
- Andere wie Tobias Mai[9] verweisen auf einen alternativen Zusammenhang, wenn man die Verse 20–28 als Einschub ausklammert, und gehen von einem anderen Taufverständnis der ersten Christen aus; demnach wäre es denkbar, dass lebende Taufanwärter verstorbene Getaufte innerhalb der Gemeinschaft ersetzten.

Grundsätzlich wird von Kritikern der Praxis immer wieder angeführt, dass Apostel Paulus die Existenz des unklaren Brauchs als Argument für die Bedeutung der Auferstehung Jesu Christi anführt, ohne diesen explizit gut- oder schlechtzuheißen.
Bei annihilationistischen Gemeinschaften wie den Sieben-Tags-Adventisten kommt bei der Kritik am Entschlafenenwesen hinzu, dass diese keine biblische Grundlage für verschiedene Bereiche im Jenseits mit unterschiedlicher Nähe zu Gott erkennen und folglich nicht an eine Bestrafung jedweder Art nach dem leiblichen Tod glauben.